# NGC 2261
NGC 2261 је емисионо-рефлексиона маглина у сазвежђу Једнорог која се налази на NGC листи објеката дубоког неба.
Деклинација објекта је + 8° 44' 40" а ректасцензија 6h 39m 9,5s. Привидна величина (магнитуда) објекта NGC 2261 износи 10,8. NGC 2261 је још познат и под ознакама LBN 920, Hubble's variable nebula.